# Flower by Kenzo
(Slogan del profumo)
Flower by Kenzo è un profumo della casa di moda Kenzo.

## Storia
Flowerbykenzo viene lanciato sul mercato nel 2000, e diventa in rapido tempo il principale prodotto della casa di moda Kenzo. 
Caratteristica principale di Flowerbykenzo sono i flaconi che si slanciano verso l'alto e rappresentano le diverse fasi dello sbocciare del papavero. Il papavero, seppure inodore, diventa emblema della fragranza, in quanto nonostante la sua fragilità è in grado di crescere negli ambienti più inaspettati. Kenzo crea l'odore immaginario del papavero.
FlowerbyKenzo negli anni successivi allarga la sua gamma con linee bagno e altre fragranze.

## Confezione
Il flacone è stato creato dallo scultore francese Serge Mansau. Serge ha ideato una bottiglia cilindrica di vetro liscio e trasparente con un andamento obliquo: Ma la particolarità sta nel disegno del papavero, il simbolo della linea flower: la fragranza è difatti disponibile in tre versioni, da 30, 50 o 100 ml, e su ognuna vi è disegnata una diversa fase della fioritura del papavero.

## Promozione
Testimonial di FlowerbyKenzo è la modella taiwanese Shu Qi che compare anche nel surreale spot del profumo. In tale spot, Shu Qi viaggia sdraiata sul cofano motore di una automobile, che si muove in piena notte in un bosco illuminato soltanto da una moltitudine di lucciole rosse. Alla fine dello spot la modella entra in un mare, dove sulla superficie dell'acqua sbocciano numerosi papaveri rossi.
Oltre alla tradizionale pubblicità, la maison Kenzo si è fatta promotrice di un'iniziativa particolare entrambe incentrate sui papaveri: nella prima ha fatto installare a Mosca, Milano, Buenos Aires, Londra, Parigi, Vienna e Singapore dei campi di papaveri di carta in mezzo alla città; a questa iniziativa è seguita la creazione di un campo di papaveri su internet, creato unendo foto fatte da chiunque, che sono state scelte e raggruppate sul sito www.flowerbyou.com.
Nel 2015 la canzone scelta per lo spot è Child in Time, celebre hit della band Hard rock britannica Deep Purple, mentre il luogo di ambientazione è la città di Brasilia.

## Edizioni
- Flower by Kenzo Oriental (2005): la prima riedizione della fragranza, dedicata alla cerimonia tradizionale giapponese "Kôdô", la via dell'incenso; questa fragranza aggiunge alla composizione originale incenso cinese, legno di Kyara e pepe di Sichuan, dandole un'essenza più boisè. Nel packaging varia il papavero, che diventa una macchia nera di china a formare la silhouette del fiore; su di esso compare l'ideogramma in negativo rosso "Hana", fiore, e accanto, sempre in rosso, quello di "Kaori", fragranza.
- Eau d'Eté Flower by Kenzo (2005): un'edizione speciale per l'estate, in cui viene eliminato l'alcol e aggiunto il begamotto, a contribuire ad un'essenza più leggera. L'edizione verrà riproposta l'anno successivo, con una fragranza maggiormente rinnovata ed incentrata sulla freschezza: alla composizione tradizionale si aggiungono pepe rosa, gardenia e note di benzoino Più leggera anche la confezione, dove il papavero si delinea formato da farfalle e pistilli creando una figura più frizzante e impalpabile.
- Flower Edition d'Artistes (2006): in questa edizione rimane invariata la fragranza, cambia solo l'astuccio, reinterpretato da tre artisti: Pierre Mornet, Rébecca Dautremer e Lorenzo Mattotti. Compreso nell'astuccio v'è la tela che avvolge il flacone.
- Kenzo Winter Flower (2008): sentori più persistenti grazie all'aggiunta di mandarino, elleboro e patchouli, con il flacone che presenta un papaveo disegnato in stile più naïf.
- Flower By Kenzo Summer Fragrance 2008 (2008): si presenta come una fragranza fresca, grazie alle note di litchi, zenzero e incenso. La bottiglietta stavolta lascia inalterato il papavero per trasformare il vetro, che diventa satinato.

## Riconoscimenti
FlowerbyKenzo ha vinto nel 2002 il FiFi Award come "Profumo femminile dell'anno", e sia nel 2002 che nel 2004 come "Miglior design di un profumo femminile".